# Кузьменко Петро Григорович
Петро Григорович Кузьменко (нар. 1953) — український радянський діяч, новатор сільськогосподарського виробництва, тракторист колгоспу імені Якіра Червоноармійського району Житомирської області. Депутат Верховної Ради УРСР 10-го скликання.

## Біографія
Освіта середня. Член ВЛКСМ.
З 1970 року — тракторист колгоспу імені Якіра Червоноармійського району Житомирської області.
Потім — на пенсії.